# Хамфрис, Гордон Ноэль
Гордон Ноэль Хамфрис (1883—1966) был геодезистом, пилотом, ботаником, исследователем и врачом британского происхождения. Первоначально получив образование геодезиста, Хамфрис работал в Мексике и в Уганде . Во время Первой мировой войны он служил пилотом в Королевском летном корпусе и был сбит. Будучи интернирован Хамфрис посвятил себя изучению ботаники.

## Экспедиция Оксфордского университета в Элсмир
После войны его изыскательские работы и исследование хребта Рувензори в Уганде привлекли к нему внимание Эдварда Шеклтона . Хамфрис был выбран Шеклтоном, который был организатором экспедиции, в качестве руководителя и главного геодезиста «Oxford University Ellesmere Land Expedition» (OUELE). В состав экспедиции кроме самого Шеклтона и Хамфриса вошли, фотограф и биолог А. В. Мур (иногда именуемого Моррисом), Х. В. Столлуорти из Королевской канадской конной полиции, геолог Роберт Бентам и орнитолог Дэвид Хейг-Томас, а также их гренландские гиды- инуиты, Инутук и Нукапингуак. Они разбили лагерь в Эта, Гренландия, в 1934 году.
Из основного лагеря Столлуорти, Мур, Инутук и Нукапингуак направились к озеру Хейзен на острове Элсмир, Канада, где они разбили лагерь. Оттуда Мур и Нукапингуак продолжили восхождение на ледник Гилмана, а затем совершили первое известное восхождение на гору Оксфорд . Назвав гору в честь Оксфордского университета, Мур оценил ее высоту примерно в 2750 м (уточнённые замеры впоследствии показали, что эта оценка была несколько завышенной и высота горы составляет около 2200 м).
С вершины горы Оксфорд исследователи могли видеть горный хребет, который «великий империалист» (как Шеклтон назвал Хамфриса в 1937 году) окрестил хребтом Британской империи. И снова Мур переоценил высоту хребта, оценив её в 3000 м, тогда как по уточнённым данным, его самая высокая точка, пик Барбо, лишь немногим превышает 2600 м.
К концу мая 1935 года группа вернулась в Эта, а в конце сентября того же года — в Англию .

## Попытка восхождения на Эверест
В 1936 году Хамфрис был участником 6-й британской экспедиции, предпринявшей попытку подняться на Эверест. Экспедиция под руководством Хью Раттледжа и при участии Эрика Шиптона и Тенцинга Норгея) достигла высоты 7000 м на Северном седле. Однако из-за непогоды они не смогли подняться выше.

## Последние годы жизни
Последние годы жизни Хамфрис провёл в Девоне и умер там в 1966 году.